# Алиталия
Алиталия е бивш национален превозвач и най-голямата италианска авиокомпания, основана на 16 септември 1946 г. и закрита на 15 октомври 2021 г. Седалището се намира в Рим, летище „Леонардо да Винчи“.

## История
Основана е през 1946 г. под името Aerolinee Italiane Internazionali.
На 30 декември 2008 г. започва процедура за сливане с италианската авиокомпания Air One. На 13 януари 2009 г. завършва основният етап на сливането, направени са промени в системите за резервации и са коригирани разписанията на полетите. Резултатът от сливането, в допълнение към увеличаването на броя на самолетите, е увеличаване на броя на дестинациите в Италия на 74, а седмичният брой на полетите се увеличава до 2500. Полети се изпълняват от шест летища: Рим (Леонардо да Винчи), Милано (Малпенса), Торино, Венеция (Марко Поло), Неапол (Каподичино) и Катания (Фонтанароса).

## Ръководство
Италианското правителство притежава 49,9% от акциите на авиокомпанията. Капитализацията на фондовата борса в Милано в началото на април 2007 г. е 1,38 млрд. евро.
На 20 ноември 2008 г. италианското правителство и Европейският съюз одобряват продажбата на Алиталия (която е в криза от няколко години и обявява фалит през август 2008 г.) на консорциума от инвеститори Compagnia Aerea Italiana (CAI). Инвеститорите предлагат 1,052 милиарда евро за акциите на компанията.
На 8 август 2014 г. Etihad Airways обявява придобиването на всички акции от италианското правителство, като по този начин приватизира националния превозвач на страната. Сделката възлиза на 560 милиона евро, от които 387,5 милиона евро са изразходвани за придобиване на акции в италианския превозвач, а около 112 милиона евро – за закупуване на 75% от акциите на Алиталия Лоялти, която обслужва програмата за лоялност на авиокомпанията – MilleMiglia. Останалите 60 милиона евро са изразходвани за слотове на лондонското летище Хийтроу, които след това да бъдат отдадени под наем на Алиталия при пазарни условия.
Месец след придобиването на контролен дял в Етихад Алиталия започва обновяване на кабините на всички самолети, извършва незначително ребрандиране и започва процедура за подобряване на качеството на обслужването на пътниците и стартира нов уебсайт.

## Направления
Към октомври 2019 г. Алиталия обслужва 97 дестинации. Седалището на авиокомпанията е на римското летище Леонардо да Винчи – Фюмичино. Четири други италиански летища са минихъбове.
Alitalia обслужва дестинации в Африка, Европа, Южна и Централна Америка, както и в Близкия Изток и Източна Азия.

## Флот
През юли 2021 г. флотът на Алиталия се състои от 84 самолета със средна възраст 15,1 години: